# Köschinger Forst

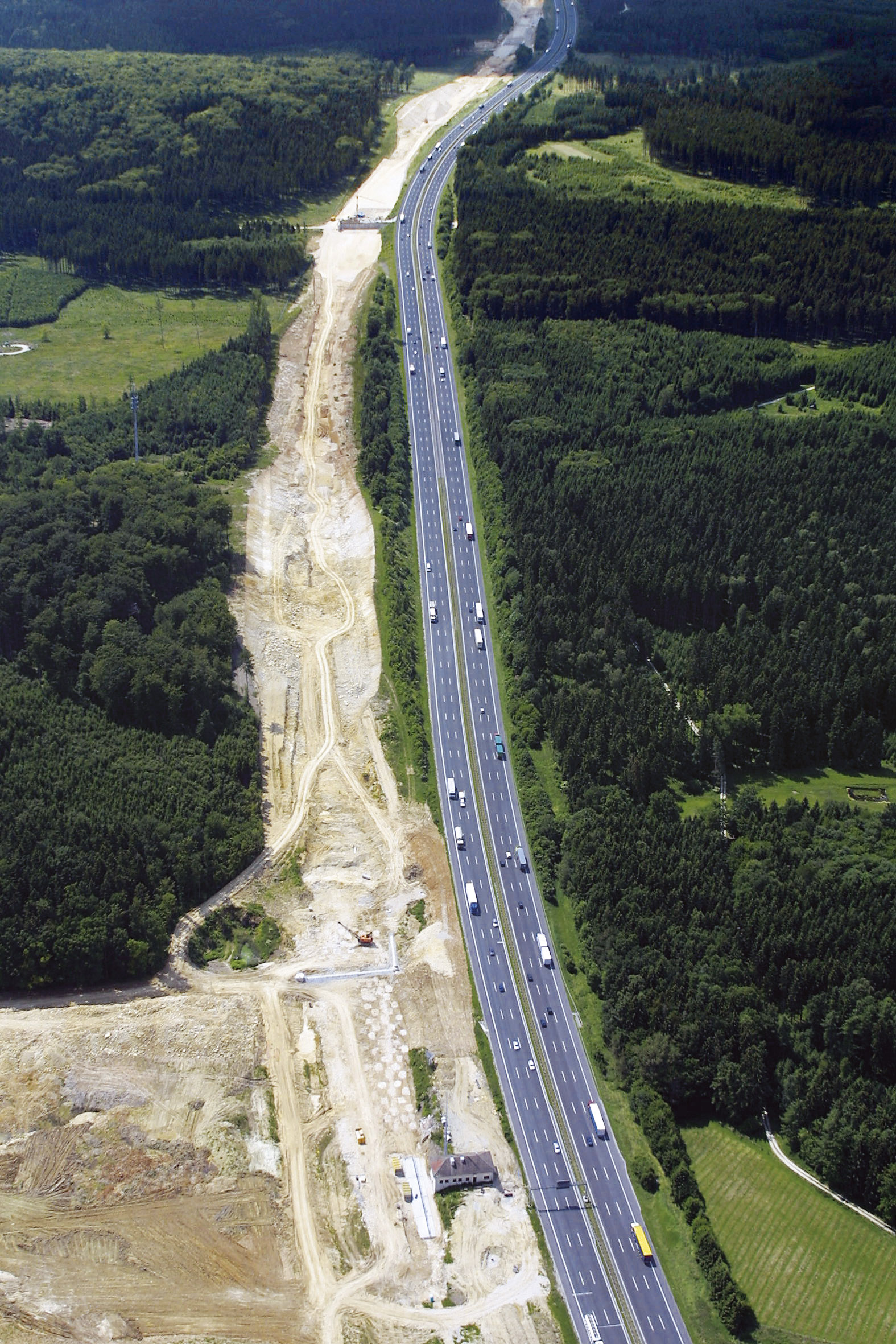
Baustelle der Schnellfahrstrecke Nürnberg–Ingolstadt neben der Bundesautobahn 9 im Köschinger Forst (2001)

Der Köschinger Forst ist ein etwa 7000 Hektar großes, zusammenhängendes Waldgebiet im Landkreis Eichstätt in Oberbayern und befindet sich in einem Gebiet nördlich von Ingolstadt zwischen Kösching und Denkendorf, in West-Ost-Richtung zwischen Stammham und Mendorf. Er ist Teil der Schutzzone im Naturpark Altmühltal. Seit 1293 im Besitz des Hauses Wittelsbach wurde der Wald nach dem Ersten Weltkrieg geteilt: etwa 5000 Hektar sind Teil des Wittelsbacher Ausgleichsfonds, ein kleinerer Teil ist als Staatsforst im Besitz des Freistaats Bayern.

## Lage
Der Wald erstreckt sich gemeindeübergreifend über Gebiete von Kösching, Stammham, Denkendorf, Altmannstein und Oberdolling, außerdem werden Randbereiche der Gemeinden Wettstetten, Böhmfeld, Kipfenberg und Mindelstetten berührt. Die in Ost-West-Richtung verlaufende Kreisstraße Stammham–Bettbrunn (EI 20) bildet die Grenze zwischen dem 5.562 Hektar großen Waldgebiet des Wittelsbacher Ausgleichsfonds im Norden und dem kleineren, staatlichen Teil im Süden. Das Gebiet wird von der Bundesautobahn 9 (Nürnberg-München) durchquert.

## Geschichte
Das Forstgebiet ist benannt nach der im Süden liegenden Marktgemeinde Kösching. Um 895 wird erstmals der Ort Cheskingen genannt und um 1000 trug der Wald bereits den Namen Keschinger Forst. Nach dem Tod des letzten Grafen von Hirschberg gingen die Burg und der Forst zu Kösching 1293 an den Herzog von Bayern. Um dieses sogenannte Hirschberger Erbe stritten sich der Bischof von Eichstätt und das Haus Wittelsbach. Dieser Streit endete mit einem Vergleich und die Wittelsbacher erhielten den Köschinger Forst, auf der anderen Seite entstand das Hochstift Eichstätt.
Allerdings bestanden – wie das Salbuch Ludwig des Gebarteten aus dem Jahre 1416 belegt – für 42 umliegende Dorfschaften, Weiler und Einöden Holz- und Weiderechte; der Pfleger zu Kösching hatte die Holzentnahme und die Waldweide zu regeln.
Nach dem Ersten Weltkrieg und dem Ende der Herrschaft des Hauses Wittelsbach wurden 1923 die Besitzverhältnisse neu geregelt. Der größere Teil wurde Teil des Wittelsbacher Ausgleichsfonds, der kleinere Teil ging in den Besitz des Freistaats Bayern über. Seit 1938 trennt die Reichsautobahn (heute Bundesautobahn 9) das ehemals zusammenhängende Waldgebiet in einen westlichen und einen östlichen Teil. In den 2000er Jahren kam die daneben verlaufende Schnellfahrstrecke Nürnberg–Ingolstadt hinzu, wodurch die Schneise erheblich verbreitert wurde.

## Heutige Nutzung

### Forstwirtschaft
Die Vegetation des Waldes ist geprägt von Fichten, Eichen und Buchen, die die Grundlage für Holzproduktion und der Versorgung des lokalen und überregionalen Holzgewerbes bilden. Für den Wittelsbacher Besitz ist die Forstdirektion des Wittelsbacher Ausgleichsfonds in Ingolstadt zuständig, für den staatlichen Besitz die staatlichen Forstbehörden.

### Jagd
Für die Wittelsbacher war der Köschinger Forst seit jeher ein gern besuchtes Jagdrevier. In den letzten Jahren gibt es Differenzen zwischen Forstbehörden, Jägern und Naturschützern über den Abschuss einer Gruppe von Mufflons, die vor Jahrzehnten als Jagdwild angesiedelt worden waren, aber zwischenzeitlich für Verbissschäden an Bäumen verantwortlich gemacht werden.

### Freizeit und Kultur
- Über 100 km Wander- und Radwanderwege bieten in einem nahezu siedlungsleeren, naturnahen Gebiet Möglichkeiten der Erholung.
- Bettbrunn ist für Pilger Ziel einer Hostienwallfahrt. Im Jahr 1125 soll sich laut Überlieferung ein Wunder ereignet haben, an deren Stelle eine kleine Holzkirche und dann die spätere Wallfahrtskirche St. Salvator errichtet wurde.[8]
- Das Köschinger Waldhaus im Zentrum des wittelsbachischen Jagdreviers ist mit seinem Angebot von Wildgerichten beliebtes Ausflugsziel. Das Gasthaus entstand 1882 aus dem zentral im Forst gelegenen „Alten Kälberstall“ und ist im Besitz des Wittelsbacher Ausgleichsfonds.[9]

## Sonstiges
An der Bundesautobahn 9 (Nürnberg-München), die das Gebiet in Nord-Süd-Richtung durchquert, liegt die Autobahnraststätte Köschinger Forst West.